# Lista de vereadores de Euclides da Cunha da 4.ª legislatura
Esta é a lista de vereadores de Euclides da Cunha para a legislatura 1959–1962.

## Vereadores
|   | Vereadores eleitos          | Partido | Votos |
| 1 | Antônio Batista de Carvalho | PSD     | 503   |
| 2 | Teófilo Dantas da Silva     | PSD     | 343   |
| 3 | José Camerino de Abreu      | PSD     | 274   |
| 4 | Izaias Ferreira Canário     | PSD     |       |
| 5 | Cecílio Demétrio dos Santos | PSD     |       |
| 6 | Raimundo Dantas Lima        | UDN     |       |
| 7 | José Dantas Lima            | UDN     |       |
| 8 | Antônio Nogueira Coutinho   | PSD     |       |
| 9 | Enock Canário de Araújo     | PSD     |       |

## Legenda
| Cor  | Significado          |
| Bege | Presidente da Câmara |
| Azul | Suplente             |

## Composição das bancadas
| Partido | Líder | Bancada | Posição  |
| ------- | ----- | ------- | -------- |
| PSD     |       | 7 / 9   | Governo  |
| UDN     |       | 2 / 9   | Oposição |